# Armindo Azevedo
Armindo dos Santos Azevedo, popularmente conhecido como Armindo Azevedo (Brumado, 2 de outubro de 1899 — Itapetinga, 17 de abril de 1967) foi um político brasileiro e primeiro prefeito eleito por voto direto da cidade baiana de Brumado, Centro-Sul do Estado, em 1947.

## Biografia
Armindo dos Santos Azevedo era natural de Bom Jesus dos Meiras (atual cidade de Brumado). Era um dos onze filhos de Casemiro Pinheiro Azevedo e Filomena Santos Azevedo. Armindo nasceu em 2 de outubro de 1899. Seus irmãos eram: mulheres: Isolina, Idalina, Idália e Iônia; irmãos: Gerôncio, Gerson, Lindolfo , Agnelo, Abias e Alcebino. Em 4 de abril de 1923, casou-se com Geminiana Cardoso Azevedo em São Sebastião (atual cidade de Ibiassucê). Com sua esposa, teve quinze filhos, sendo oito homens e três mulheres; mulheres: Miriam dos Santos Azevedo, Armida Maria Azevedo e Maria Stella dos Santos Azevedo; homens: Washington dos Santos Azevedo, Almir dos Santos Azevedo, Afrânio dos Santos Azevedo, Salvador dos Santos Azevedo, Fernando dos Santos Azevedo, Alberto dos Santos Azevedo, Sálvio dos Santos Azevedo e Wilson dos Santos Azevedo.  Dois morreram assim que nasceram e dois morreram com um pouco mais de um ano, não constando do sexo. Todos nasceram em Brumado. Armindo cursou apenas o primário em um colégio da cidade.

## Vida profissional e política
Armindo começou a vida profissional como feirante, quando surgiu o gosto pelo comércio. Posteriormente fundou uma loja de produtos diversificados e armarinho, localizada em uma praça que mais tarde viria a ser denominada com o seu nome. Nesse ínterim, realizava a compra e venda de algodão para beneficiá-lo em uma usina estatal na cidade de Brumado. Proprietário de fazendas, também exercia atividades pecuárias. Depois resolveu passar a administração da loja para o filho Almir Santos Azevedo, que continuou a trabalhar ali até 1980.
Política
Deu início à sua vida política pelo padrinho político Marcolino Rizério. Filiado ao partido União Democrática Nacional (UDN), se candidatou com auxílio de Hermes Santos à eleição de 1947, tornando-se assim, o primeiro prefeito da cidade eleito por voto direto, para o período de 1947 – 1950. Foi eleito por mais dois mandatos: 1955 – 1958 e 1963 – 1966.
Armindo Azevedo realizou obras consideradas como os pilares do desenvolvimento da cidade de Brumado, como a instalação da rede de água potável provinda do Riacho do Bate-pé — conseguiu a compra de tubulações com ajuda do deputado federal Manoel Novais —, instalação da rede elétrica, construção do Grupo Escolar Getúlio Vargas (hoje, Colégio Estadual Getúlio Vargas), com a ajuda do governo do Estado; construção do Fórum Duarte Moniz, da Praça Coronel Santos, que hoje se chama Praça Armindo Azevedo, em sua homenagem; o antigo matadouro municipal, a antiga Barragem de Pedra no rio do Antônio, que abasteceu a cidade em tempos remotos; além de pavimentação de muitas ruas da cidade. Em 1967 foi sucedido pelo amigo Juracy Pires Gomes. Da família de Armindo ainda surgiram personalidades políticas importantes para a cidade, como Evan Azevedo, vice-prefeito na gestão de Edmundo Pereira Santos e Geraldo Leite Azevedo, que foi prefeito de Brumado de 1993 a 1996.

## Morte
Armindo dos Santos Azevedo morreu em 17 de abril de 1967, vítima de um acidente automobilístico na BA-262, trecho de Itapetinga, morrendo também seu filho Sálvio dos Santos Azevedo. O ex-prefeito de Brumado, Eduardo Vasconcelos, na reinauguração do busto de Armindo, na praça batizada com seu nome, disse que “esse foi o maior prefeito da história de nossa cidade, pois ele construiu as bases de crescimento de nosso município”. Na Praça Armindo Azevedo foi colocado seu busto, em bronze, para reforçar os agradecimentos pelos serviços prestados na sua administração, mas na gestão de 1994 — 2007, do então prefeito Edmundo Pereira Santos, durante uma reforma da praça, este foi retirado, de forma que sumiu, porém, em 2012, o objeto foi recolocado.